# Ильяс-шахи
Ильяс-шахи (бенг. ইলিয়াস শাহী রাজবংশ) — тюркская мусульманская династия, правившая в Бенгальском султанате в 1342—1414, 1437—1481 годах. Основана в 1342 году Шамс ад-дином Ильяс-шахом.
В 1352 году после смерти Шамс ад-дина Ильяс-шаха на бенгальский престол вступил его сын Сикандар-шах I (1352—1390). Сикандар правил в султанате в течение следующих 30 лет и построил Адина Масджид в Пандуа в 1368 году и Котовали Дарваза в Гауре. В 1390 году Гийас-ад-дин Азам-шах, один из сыновей Сикандар-шаха, поднял восстание против отца и захватил султанский престол. Он установил дружественные отношения с Китайской империей Мин и поощрял торговлю. Во время его правления китайский путешественник Ма Хуань посетил Бенгалию.
В 1410 году после смерти Гийас-ад-дина Азам-шаха ему наследовал его сын Сайф-ад-дин Хамза-шах, правивший до 1412 года, когда он был убит своим рабом. Новым султаном стал его сын Шихаб-ад-Дин Баязет-шах (1413—1414), продолжавший дружеские отношения с Минской империей. Ему наследовал в 1414 году его сын Ала-ад-Дин Фируз-шах, который правил несколько месяцев.

## Раджа Ганеша
В 1414 году политическая неразбериха и слабость династии Ильяс-шахов привела к тому, что она была свергнута Раджой Ганешей, землевладельцем Динаджпура. С 1414 по 1415 год Бенгалией управлял Раджа Ганеша. В 1415 году Раджа Ганеша отказался от власти в пользу своего сына Джада, принявшего ислам под именем Джалал уд-Дина Мухаммад-шаха. В 1416 году Раджа Ганеша отстранил своего сына от власти и сам вторично стал править в Бенгалии. В 1418 году после смерти Раджи Ганеша Джалал-ад-Дин Мухаммад-шах вторично занял султанский престол. В 1433 году после смерти Джалал-ад-Дина Мухаммад-шаха власть унаследовал его сын Шамс-ад-Дин Ахмад-шах (1433—1436). В 1436 году он был убит своими дворянами.
После смерти Шамс-ад-Дин Ахм-шаха, к власти в Бенгальском султанате вернулась династия Ильяс-шахов. В 1437 году на султанский трон был посажен Махмуд-шах, потомок Шамс-ад-Дина Ильяс-шаха. Он занял султанский трон под именем Насир-ад-Дина Абдул Музаффара Махмуд-шаха (1437—1459). Ему наследовал его сын Рукун-ад-Дин Барбак-шах (1459—1474), который увеличил свои владения. Его сменил его сын Шамс-ад-Дин Юсуф-шах (1474—1481). В 1481 году после смерти последнего ему наследовал его сын Сикандар-шах, который вскоре был свергнут. Последним султаном Бенгалии из династии Ильяс-шахов стал его дядя Джалал-ад-Дин Фатех-шах (1481—1487), сын Рукун-ад-Дина Барбак-шаха. В 1487 году Джалал-ад-Дин Барбак-шах был убит командиром дворцовой стражи Султаном Шахзадой, который вступил на престол под титулом Барбак-шаха. Таким образом, правление династии Ильяс-шахов в Бенгалии подошло к концу.

## Список султанов Бенгалии из династии Ильяс-шахов
| Титулярное имя                                                                                | Личное имя                              | Годы правления |
| --------------------------------------------------------------------------------------------- | --------------------------------------- | -------------- |
| Султан Шамс-ад-Дин شمس الدين سلطان‎ бенг. সুলতান শামসউদ্দীন                                         | Ильяс-шах إلياس شاه‎ бенг. ইলিয়াস শাহ       | 1342-1358      |
| Султан سلطان‎ бенг. সুলতান                                                                       | Сикандар-шах I سكندر شاه‎ бенг. সিকান্দার শাহ | 1358-1390      |
| Султан Гийас-ад-Дин سلطان غياث الدين‎ бенг. সুলতান গিয়াসউদ্দীন                                       | Азам-шах أعظم شاه‎ бенг. আজম শাহ          | 1390-1411      |
| Султан Сайф-ад-Дин سلطان سيف الدين‎ бенг. সুলতান সাইফউদ্দীন                                         | Хамза-шах حمزة شاه‎ бенг. হামজা শাহ         | 1411-1413      |
| Султан Шихаб-ад-Дин سلطان شهاب الدين‎ бенг. সুলতান শিহাবউদ্দীন                                       | Баязид-шах بايزيد شاه‎ бенг. বায়জীদ শাহ     | 1413-1414      |
| Султан Ала-ад-Дин سلطان علاء الدين‎ бенг. সুলতান আলাউদ্দীন                                          | Фируз-шах فيروز شاه‎ бенг. ফিরোজ শাহ        | 1414-1414      |
| Султан Насир-ад-Дин Абул-Музаффар سلطان ناصر الدین أبو المظفر‎ бенг. সুলতান নাসিরউদ্দীন আবুল মোজাফ্ফর    | Махмуд-шах محمود شاه‎ бенг. প্মাহমুদ শাহ     | 1435-1459      |
| Султан Рукун-ад-Дин سلطان ركن الدين‎ бенг. সুলতান রোকনউদ্দীন                                        | Барбак-шах بربك شاه‎ бенг. বার্বাক শাহ       | 1459-1474      |
| Султан Шамс-ад-Дин Абул-Музаффар سلطان شمس الدین أبو المظفر‎ бенг. সুলতান শামসউদ্দীন আবুল মোজাফ্ফর      | Юсуф-шах يوسف شاه‎ бенг. ইউসুফ শাহ         | 1474-1481      |
| Султан سلطان‎ бенг. সুলতান                                                                       | Сикандар-шах II бенг. দ্বিতীয় সিকান্দার শাহ     | 1481           |
| Султан Джалал-ад-Дин سلطان جلال الدين‎ бенг. সুলতান জালালউদ্দীন                                      | Фатех-шах فتح شاه‎ бенг. ফাতেহ শাহ          | 1481-1487      |
| В 1487 году власть в Бенгальском султанате захватил Шахзада Барбак, основавший династию Хабши |                                         |                |

- С 1414 по 1435 год в Бенгальском султанате правила династия Ганеша (Раджа Ганеша, его сын Джалал-ад-Дин Мухаммад-шах и внук Шамс-ад-Дин Ахмад-шах).